# 187
187 је била проста година.

## Догађаји
- Септимије Север се жени Јулијом Домном (17 година), сиријском принцезом, у Лугдунуму (данас Лион). Она је најмлађа ћерка првосвештеника Јулија Басијана – потомка краљевске куће Емеса. Њена старија сестра је Јулија Меса.
- Клодије Албин побеђује Хате, германско племе које је контролисало подручје које обухвата Шварцвалд.
- Епископ Олимпијан наслеђује Пертинија на трону епископа Византа (до 198. године).

## Смрти
- Пертиније Цариградски, епископ Византа